# Jozef Van den Broeck
Jozef Van den Broeck (Antwerpen, 26 november 1870 – Den Haag, 25 november 1938) was een Belgisch advocaat en activist.

## Levensloop
Na middelbare studies aan het Onze-Lieve-Vrouwcollege in Antwerpen, promoveerde Van den Broeck tot doctor in de rechten aan de Katholieke Universiteit Leuven. Hij vestigde zich als advocaat in Antwerpen.
Hij werd actief in de Vlaamse Beweging, als lid van de Antwerpse Nederduitsche Bond. Hij nam deel, door talrijke toespraken, aan campagnes zoals die voor de vernederlandsing van het middelbaar en universitair onderwijs. Hij werkte ook als redacteur mee aan het Antwerps weekblad Ons Recht.
Tijdens de Eerste Wereldoorlog trad hij toe tot het activisme. Hij was medestichter van het activistisch Antwerps weekblad De Eendracht en werd er redactiesecretaris van.
Begin 1917 vond de bestuurlijke scheiding plaats en werd hij bestuurder in het Vlaams ministerie van Justitie. Hij was in februari 1917 een van de stichters van de Raad van Vlaanderen, waar hij zelf lid van werd en er bijna onafgebroken secretaris van was.
In november 1918 vluchtte hij naar Den Haag en werd in België bij verstek ter dood veroordeeld. Hij werd lid van het Vlaamsch Comité dat de ambitie had de activistische strijd vanuit Nederland verder te zetten. Hij was verder van belang voor andere activistische vluchtelingen die aan vervolging wensten te ontsnappen in Nederland. Hij opereerde er als tussenpersoon tussen hen en de Nederlandse overheid. en gaf advies aan de bevoegde ambtenaren over het al dan niet verlenen van asiel. 
Nadien behoorde hij, tot aan zijn dood, tot de redactie van het katholiek Haagse blad De Residentiebode